# Dekameron

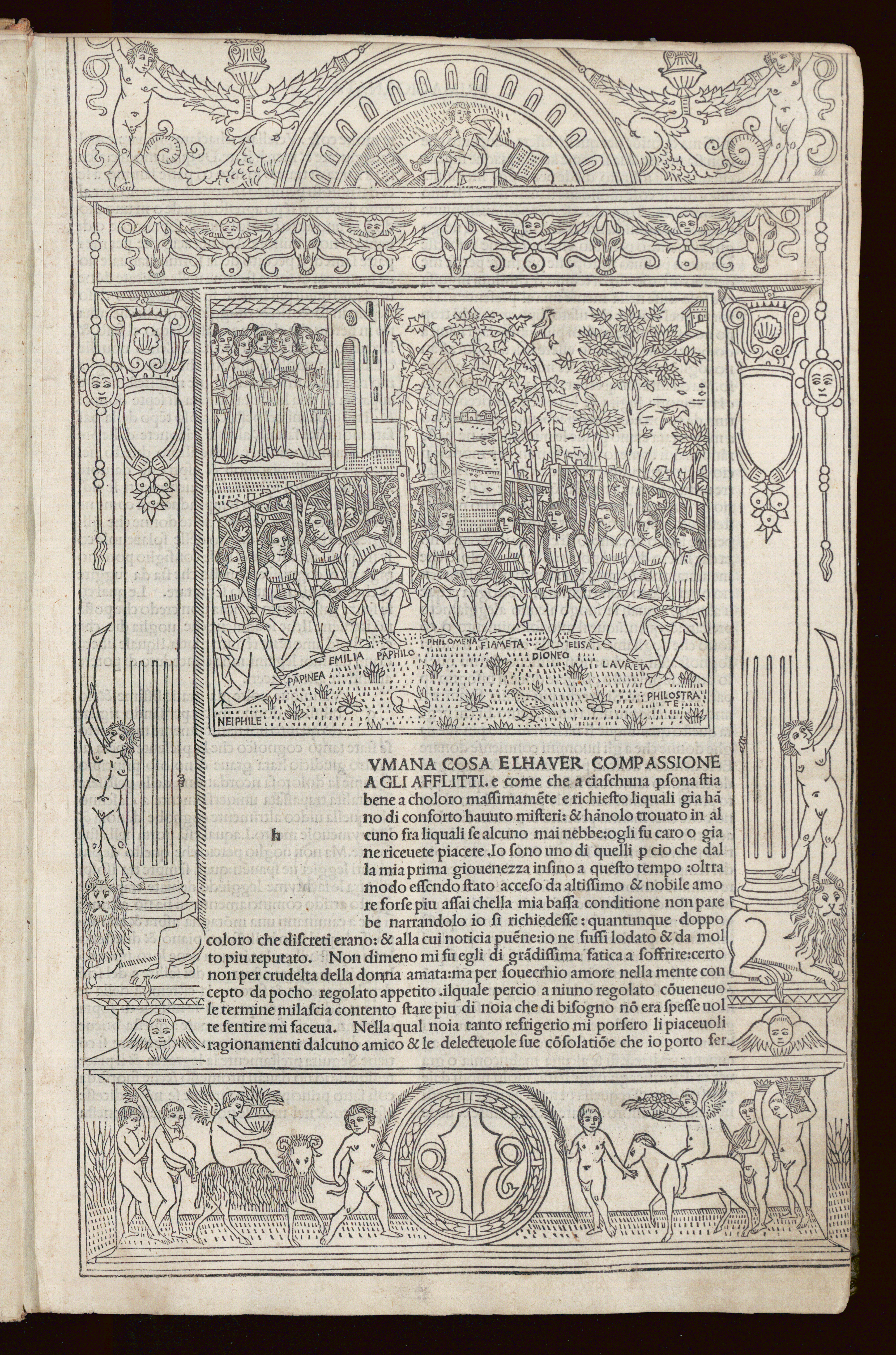
Decameron, 1492

Dekameron je soubor sta novel o lásce rozdělených po deseti na deset dní. Příběhy si vyprávějí tři mladí muži a sedm mladých žen, kteří utekli z města na venkov, aby se zachránili před morem, který vypukl ve Florencii roku 1348.
Dílo napsal Giovanni Boccaccio v letech 1348 až 1353. V jeho úvodu se nachází rovněž jeden z nejvýznamnějších a nejpodrobnějších popisů moru ve středověku. Příběhy z Dekameronu a jejich náměty ovlivnily řadu dalších uměleckých děl v podstatě ve všech oblastech umění.
V etickém ohledu směřoval Dekameron proti středověkému asketismu. Boccaccio se jedovatě vysmívá prodejnému, prolhanému a prostopášnému duchovenstvu, které licoměrně hlásá „odříkání se světa“, ostře napadá šlechtické darmošlapy a vystupuje na obranu republiky proti tyranii.
Vypravěči je sedm urozených paní a tři muži: Filostrato, Dioneo, Pampinea, Filomena, Pamfilo, Elisa, Fiammetta, Emilia, Lauretta a Neifile.

## Děj některých příběhů

### Den první, příběh osmý
V Janově žil urozený muž Ermino de Grimaldi, který byl velmi bohatý a také velmi lakomý. Jednoho dne do města přijel velmi uznávaný muž dobrých mravů, kterého tam každý znal, Guiglielmo Borsiere. Doslechl se o tom, jak je Ermino lakomý, a navštívil ho, aby ho poznal. Ermino ho přijal, jelikož o něm a jeho slávě už slyšel. Chvíli si s ním povídal a poté ho zavedl do svého nově postaveného domu, kde se ho zeptal, když je tak znalý, aby mu poradil něco nevídaného, co by si měl nechat namalovat v sále svého domu. Guiglielmo mu odpověděl, že by si měl nechat namalovat štědrost. Ermino se trochu zastyděl, uvědomil si svou lakotu a od té chvíle byl nejštědřejším a nejšlechetnějším šlechticem v Janově.

### Den první, příběh devátý
Když jedna urozená gaskoňská paní putovala k Svatému hrobu, potupilo ji při zpáteční cestě pár zlosynů. Paní z toho byla velmi smutná a nic ji nedokázalo utěšit, rozhodla se tedy, že si půjde stěžovat králi. Doslechla se však, že král prý nejen že netrestá toho, kdo někomu něco udělal, ale dokonce ani když potupí jeho. Paní to opět zamrzelo a přestala doufat v pomstu. Rozhodla se však, že se půjde vysmát králi za jeho malé oči. Když se dostala před krále, zeptala se ho, jak snáší křivdy sám na sobě. Král jako by se probudil a potrestal ty zlosyny, kteří paní potupili, a začal trestat každého, kdo se nějak provinil.

### Den druhý, příběh první
Do města Trevisu přijeli tři komici právě v době, kdy tam probíhala velká oslava na počest svatého Jindřicha. Všichni se sem sjížděli, aby se mohli pomodlit k jeho truhle v kostele a prosit o odpuštění. Ti tři mládenci se rovněž rozhodli, že se za sv. Jindřichem vydají, ale přes dav lidí se k němu nemohli dostat. A tak jeden z nich, Marttelino, vymyslel, že bude předstírat ochrnutí. A tak i učinil. Jeho dva přátelé, Marches a Stechimio, ho nesli k sv. Jindřichovi. Nakonec se k němu přece jen dostali. U jeho hrobu se Marttelino jakoby zázrakem uzdravil. Jeho podvod byl však zanedlouho odhalen a Marttelino byl postaven před soud a poté i před samotného vladaře. Ten si jeho příběh vyslechl a s chutí se mu zasmál. Marttelinovi udělil milost a nakonec se všichni tři komici vrátili....

### Den druhý, příběh druhý
Do Bologne přijel kupec Rinaldo z Asti. Když si všechno vyřídil a vracel se domů, narazil na pár lupičů, se kterými se, netuše, že jsou lupiči, dal do řeči. Zpočátku se k němu chovali dobře, nakonec ho však okradli. Zůstal bos pouze v košili v noci a mrazu, nemohl najít žádné přístřeší, a tak se vydal směrem k tvrzi Guiglielmo. Poblíž ní našel dům, ve kterém žila vdova, která zprvu očekávala markýze, svého milence, a měla tedy nachystanou koupel i dobré jídlo. Ten však nedorazil, žena tedy pohostila Rinalda, jenž se jí líbil, a odvedla si ho do své komnaty. Ráno mu dala nějaké starší šaty a míšek peněz, poprosila ho, aby vše uchoval v tajnosti, a poté mu ukázala cestu. A jelikož toho večera byli zadrženi i lupiči, vrátil se Rinaldovi jeho kůň, oblečení i peníze a mohl se živ a zdráv vrátit domů.

### Den druhý, příběh čtvrtý
Landolfo Ruffolo byl dobrý obchodník, ale když mu jeden obchod nevyšel, zchudl a stal se pirátem. Když si naloupil hodně peněz, rozhodl se, že se vrátí do rodného městečka. Janované ho však zajali a všechen lup mu sebrali. Dopravili ho na jednu ze svých lodí, která později ztroskotala. Ruffolo se zachránil na jedné bedně plné drahokamů. Takto na bedně dopluje k ostrovu Korfu, kde mu pomůže jedna žena. Ruffolo jí za její ochotu věnoval hodně peněz a do města se vrátil jako boháč.

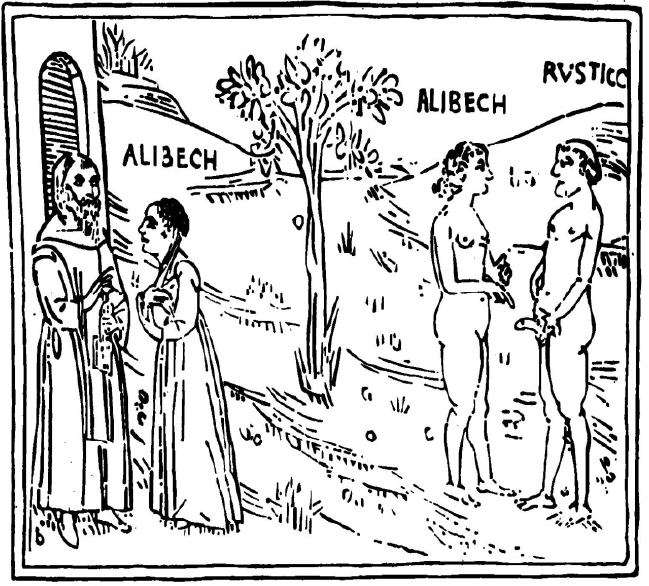
Erotický dřevoryt jako ilustrace k desátému příběhu třetího dne Dekameronu, XIV. století

### Den třetí, příběh druhý
Mladý podkoní se zamiluje do manželky krále Agilufa. Dělá pro ni, co jí na očích vidí, ale královna o jeho citech nic neví. Jednoho dne podkoní shledá, že jeho láska je beznadějná, a chce zemřít. Zároveň ale chce, aby z jeho činu bylo vidět, že tak udělal z lásky ke královně. Jednou večer se tedy schová v paláci do velké síně mezi královým a královniným pokojem a vyčkává, až král půjde za královnou do její komnaty. Král skutečně přijde, má na sobě plášť a v rukou hůlku a pochodeň. Hůlkou třikrát zaklepá na dveře, poté mu někdo otevře a krále pustí do komnaty. Podkoní si tedy pořídí stejný plášť a hůlku a druhý den v noci se obleče do pláště, jde ke dveřím královnina pokoje a zaklepe stejně jako král minulého večera. Otevře mu rozespalá služka, vezme od něj pochodeň a pustí ho dále. Podkoní poté ulehne na lože ke královně a několikrát se s ní pomiluje, aniž by ona poznala, že se nejedná o jejího manžela. Poté podkoní odejde. Za nějakou dobu se v královnině komnatě objeví také král; královna se diví, že se objevil znovu, když tu už jednou tuto noc byl. Král si ihned domyslí, že královnu někdo obelstil, ale nedá na sobě nic znát a odejde. Tuší, že ten, kdo je všechny oklamal, bude pravděpodobně někdo ze sloužících a že ještě musí být v paláci, proto jde do místnosti, kde spí sloužící, a rozhodne se, že postupně každému sáhne na hrudník, aby zjistil, komu neobyčejně buší srdce. Podkoní ještě nestačil usnout, a když vidí krále, tuší, proč je v místnosti. Když dojde král k němu, dělá, že spí, a čeká, co král udělá. Když král dojde až k podkonímu a zjistí, že mu neobyčejně rychle buší srdce, rozhodne se, že mu na jedné straně hlavy ustřihne vlasy, aby ho druhý den poznal a mohl ho potrestat. Učiní tak a odejde. Podkoní tuší, že si ho král takto označil, a tak obejde místnost a všem sloužícím stejně ustřihne vlasy. Druhého dne k sobě král zavolá všechny sloužící, a když vidí, že viníka neodhalí, řekne jen, že ten, kdo se včera provinil, ať tak již nečiní. A podkoní již nikdy nepokoušel štěstěnu.

### Den třetí, příběh čtvrtý
Vypráví Pamfilo: Puccio, silně věřící prosťáček, se až příliš se postil a nedopřával Isabelle, své mladé, krásné, svěží, kulaťoučké manželce. Ve městě se objeví Felice, mladý, hezký řeholník, který se spřátelí s Pucciem a najde zalíbení v jeho ženě. Isabella vymyslí plán, aby svého muže dostala z domu. Řeholník vymyslel a pověděl mu, co dělat pro to, aby dosáhl věčné blaženosti. Mezitím, co Puccio dělal, co mu řeholník namluvil, si Isabella společně s Felicem užili. Puccio tak dostal do ráje svou manželku i Feliceho, jenž ji obšťastnil.

### Den čtvrtý, příběh čtvrtý
Vypráví Elise: Gerbino, statečný, naivní, milující mladík se zamiloval do dcery tuniského krále, která jeho lásku také opětovala i přes to, že jeden druhého nikdy neviděli. K jejich neštěstí se má dívka nešťastně vdát. Proto láskou posedlý Gerbino poruší slib svého děda Viléma o udržení míru s Tunisem a přepadne tuniskou loď s jeho milovanou, aby ji vysvobodil z nechtěného sňatku. Tunisané ji ale zabijí, jeho zajmou a žalují králi Vilémovi. Ten ho za zradu nechá popravit.

### Den čtvrtý, příběh pátý
Tři bratři měli sestru Lisabettu, která milovala Lorenza. Když to bratři zjistili, zabili ho a ostatky zakopali za městem. Lisabetta o tom samozřejmě nevěděla a pořád se ptala, kde je její milý. Jednou v noci se jí Lorenzo zjevil ve snu a řekl jí, co se stalo. Lisabetta se vydala za město, vykopala jeho hlavu a dala si ji do bazalkového květináče. Bratři ji květináč vzali, ale Lisabetta se neustále trápila a plakala, až v pláči zemřela.

### Den pátý, příběh druhý
Na ostrově Lipari žila krásná a bohatá Gostanza, která se zamilovala do mladého Martuccia. Protože byl Martuccio chudý, Gostanzin otec nechtěl dovolit sňatek. Martuccio se proto rozhodl, že se stane bohatým. Stal se pirátem a přepadal lodě. Jednou byl poražen a vsadili ho do žaláře. Když se to Gostanza dozvěděla, myslela si, že je Martuccio mrtev. Chtěla spáchat sebevraždu. Vydala se v malé loďce na moře. Cestu ale přežila, dojela až do města Susa, kde se jí ujala žena Carapresa. Nakonec se oba milenci šťastně setkali.

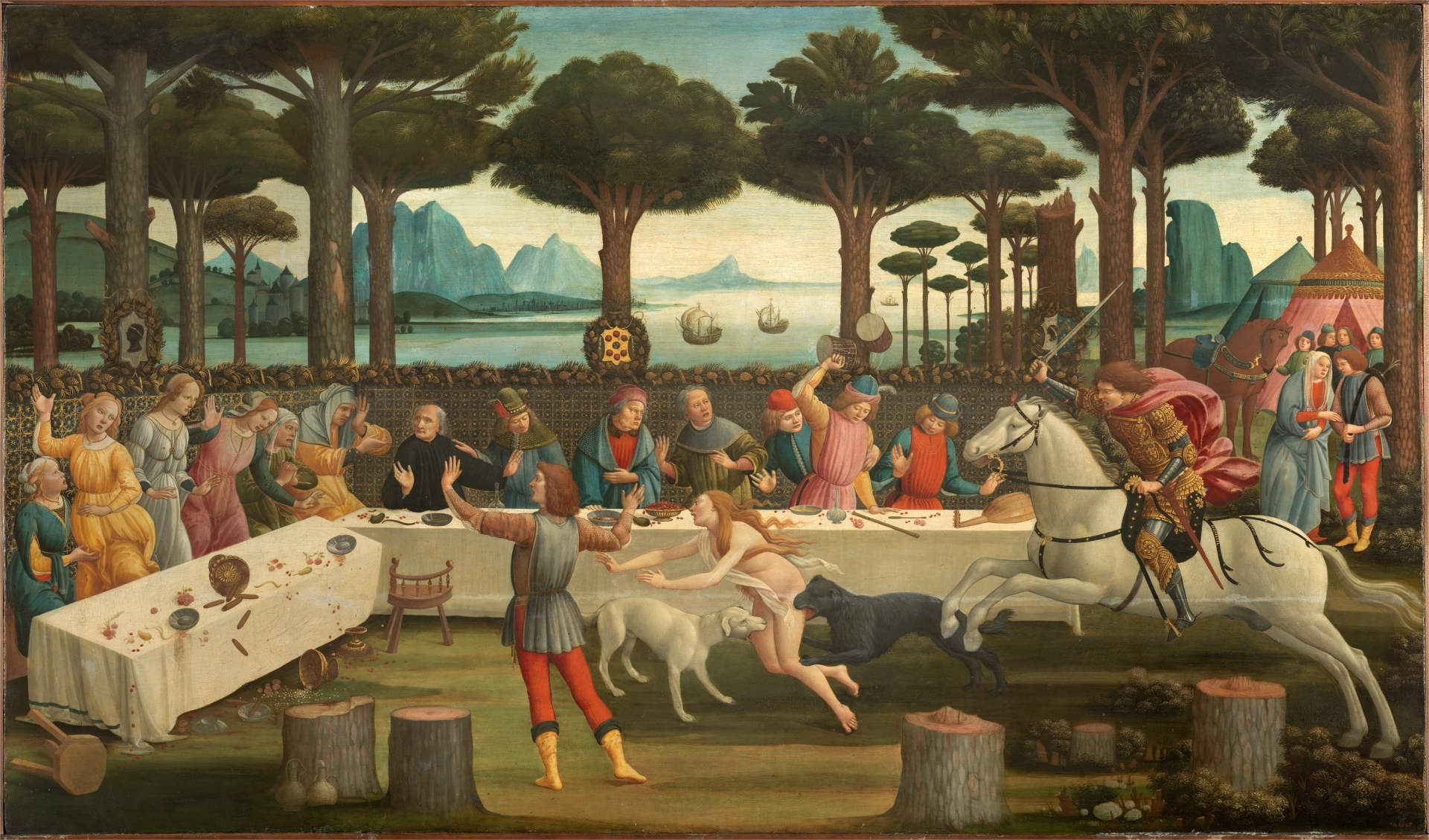
Dekameron - Hostina Nastagia degli Onesti (den pátý, osmá povídka). Sandro Botticelli (1487)

### Den pátý, příběh devátý
Šlechtic Frederigo se zamiloval do urozené paní mony Giovanny, počestné a krásné dámy. Utrácel, aby si ji získal, pořádal turnaje a hostiny, ale nebylo mu to nic platné. Tímto stylem života brzy zchudnul a zbyl mu jen nejlepší sokol na světě. Jednoho dne jela mona Giovanna se svým synkem na statek, který byl poblíž Frederigova statku. Synek se s Frederigem spřátelil a oblíbil si jeho sokola. Když pak onemocněl, vyžádal si od své matky právě toho sokola, prý se díky němu uzdraví. Mona Giovanna se se studem vydala za Frederigem. Přijela na oběd, a protože Frederigo neměl monu čím pohostit, zabil svého sokola. Po jídle se mu mona svěřila s důvodem své návštěvy. Na to se Frederigo rozplakal a pověděl, jak to se sokolem je. Synek mony Giovanny zemřel, mona dlouho truchlila, ale za pár týdnů si Frederiga vzala za muže.

### Den šestý, příběh první
Ve městě žila krásná paní Oretta, která se rozhodla vyjít si s hosty na procházku ven. Cesta byla dlouhá, a tak jí šlechtic nabídl, že ji sveze na svém koni a přitom jí bude vyprávět příběh, který ještě nikdy neslyšela. Příběh byl sice krásný, ale šlechtic neuměl vůbec vyprávět. Paní se vymluvila, že kůň jde moc tvrdě, aby ji tedy z koně sundal. Šlechtic její výmluvu prokoukl, pochopil, co tím myslí, a začal raději vyprávět jiný příběh.

### Den šestý, příběh druhý
Papež Bonifác vyslal messera Geriho a jeho vyslance do Florencie, aby vyřídili nějaké záležitosti. Každé ráno chodil Geri se svou družinou kolem pekaře Cistiho. A protože měl Cisti skvělou sbírku vín, chtěl nabídnout i Gerimu. Uvědomoval si však, že jeho postavení mu nedovoluje, aby on nabídl víno Gerimu. Proto každé ráno usedl ke stolu a popíjel lahodné víno. Jednoho dne si k němu Geri usedl a popíjel skvělé víno spolu s vyslanci. Když Geri vyřídil všechny záležitosti, pozval pekaře na hostinu. Pekař zpočátku odmítal, ale nakonec pozvání přijal. Stali se z nich přátelé.

### Den šestý, příběh čtvrtý
Chichibio byl kuchařem urozeného Currada. Currado jednou ulovil jeřába a nařídil Chichibiovi, aby mu ho připravil. Když byl jeřáb hotov, vešla do kuchyně dívka, kterou Chichibio miloval. Přemluvila ho, aby si mohla vzít jedno stehno. Currado se podivil, že mu přinesli jeřába jen s jedním stehnem a chtěl vysvětlení. Chichibio mu tvrdil, že existují jeřábi jen s jednou nohou. Druhý den šli spolu k řece a Chichibio ukázal Curradovi spící jeřáby na jedné noze. Currado přiznal, že se mýlil. Zvolal: “Ho, ho!“, jeřábi se vyplašili a k útěku použili obě nohy. Vyděšený Chichibio se vymluvil, že včera pán také nezvolal: “Ho, ho“. Currada jeho odpověď pobavila a Chichibiovi odpustil.

### Den šestý, příběh pátý
Forese a Giotto se potkali na cestě do Florencie a přepadl je náhlý déšť. Utekli k jednomu známému rolníkovi, kde si vypůjčili suché, ale otrhané, šaty a pokračovali v cestě. Na cestě se ještě ušpinili a začali si povídat. Kdyby je někdo potkal, těžko by uvěřil, kdo vlastně jsou. Oba cestující si navzájem ze sebe dělali legraci.

### Den šestý, příběh sedmý
Manžel jednoho dne přistihl svou ženu s milencem a žádal zákon. Tehdy se za cizoložství trestalo upálením na hranici. Všichni čekali, že manželka uteče ze strachu před soudem, ale ona před soud předstoupila. Žena nic nepopírala, ale namítala, že zákon platí jen pro ženy, nikoli pro muže, proto je špatný. Na otázku, zda žena plnila manželské povinnosti, manžel odpověděl, že vždy, kdy chtěl. Žena odvětila, že je lepší se o zbytek rozkoše rozdělit s člověkem, který ji miluje víc než sebe. Na její popud zákon změnili a upalovány byly jen ty ženy, které provozovaly cizoložství za peníze.

### Den sedmý, příběh sedmý
Lodovico se zamiloval do Beatrice, stal se tedy sluhou jejího manžela, který si ho velmi oblíbil. Jednoho dne se Lodovico svěřil Beatrici se svými city. Smluví si schůzku v půlnoci na zahradě. Vychytralá ženská ale svému manželi poví, jaké nemravnosti jí Lodovico namluvil a že by ho měl potrestat, a proto ho pošle do zahrady v jejím oděvu. S Lodovicem si pak užijí a hned nato jde Lodovico do zahrady, aby morálně „napravil“ Beatrici, ve skutečnosti jejího manžela. Dostal pár ran holí a dostatečně se přesvědčil o tom, že jeho sluha je věrný. Lodovico a Beatrice si pak dále potají užívali.

### Den osmý, příběh pátý
Florentští sudí přivezli do Florencie nového soudce. Byl to otrhaný, ušmudlaný, obyčejný hňup – jen proto, aby se ušetřilo. Všem byl jen pro smích. Maso se svýma dvěma kumpány Ribem a Matteuzzem vymysleli plán – stáhnout mu plandající kalhoty. Ribi a Maso sehráli divadlo, aby upoutali soudcovu pozornost. Hádali se o boty, a když je chtěl soudce uklidnit, vstal, stáhnul mu Matteuzzo kalhoty, pak se všichni vypařili. Ostuda pro florentské sudí a trapas pro hloupoučkého soudce, kterému celé to divadlo sotva došlo.

### Den devátý, příběh sedmý
Talanovi se zdá sen o jeho krásné, avšak nepříjemné, zlé, náladové a umíněné ženě Markétě. V tom snu jde Markéta do lesa, kde ji zakousne vlk a ona zemře. Hned druhý den ráno jí o snu pověděl a varoval ji. Ona mu ale nevěřila a do lesa se vydala. Tam ji napadl vlk, ale od smrti byla zachráněna pastýři. I přesto nevyvázla bez úhony. Měla zohavený celý obličej, a protože byla vždy krásná, styděla se chodit na veřejnost a svou chybu si do konce života vyčítala.

### Den desátý, příběh druhý
Opat z Cluny je zajat Ghinem, nepřítelem Říma. Opat měl nemocný žaludek, Ghin ho vyléčil a zkoušel ho, protože měl předsudky vůči mnichům, že jsou lakomí a chamtiví. Po nějakou dobu mu nedával najíst a opat byl stále skromný. Tím si opat Ghina získal a vrátil se zpět do Říma, kde usmířil Ghina s papežem a jmenoval ho představeným špitálu.